# Dewey Tomko
Duane Tomko, meglio noto come "Dewey" Tomko (Glassport, 31 dicembre 1946), è un giocatore di poker statunitense.
Dal 2008 fa parte del Poker Hall of Fame.
In carriera ha vinto 3 braccialetti WSOP in tre differenti specialità: Texas hold 'em, Omaha e Deuce to Seven Draw.
È arrivato in due occasioni al secondo posto del Main Event delle WSOP: nel 1982 perse contro Jack Straus, nel 2001 contro Carlos Mortensen.
Tomko ha giocato ogni edizione WSOP dal 1974 ad oggi, collezionando 43 piazzamenti a premi (l'ultimo nel 2010).
Ha inoltre disputato un tavolo finale del World Poker Tour, in aggiunta ad altri 4 piazzamenti a premi.

## Braccialetti
| Anno | Torneo                      | Premio (US$) |
| ---- | --------------------------- | ------------ |
| 1979 | $1.000 No Limit Hold'em     | $48.000      |
| 1984 | $5.000 Pot Limit Omaha      | $135.000     |
| 1984 | $10.000 Deuce to Seven Draw | $105.000     |